# Eucithara grata
Eucithara grata é uma espécie de gastrópode do gênero Eucithara, pertencente à família Mangeliidae.